# Mercè Esteve i Pi
Mercè Esteve i Pi   (Begues, 1968) és batllessa de Begues (2011-) i diputada al Parlament de Catalunya (13a legislatura) per Junts per Catalunya.
És membre del grup metropolità de Junts per Catalunya a l'Àrea Metropolitana de Barcelona, del qual en fou portaveu entre 2019 i 2021. Vicepresidenta de Drets Socials de la Federació de Municipis de Catalunya (2015-2019). Membre de l'executiva de l'Associació de Municipis per la Independència, de la qual fou vicepresidenta entre 2019 i 2021. Fou secretària del Fons Català de Cooperació al Desenvolupament (2019-2023). Alterna cada dos anys la presidència i la vicepresidència de la Fundació Privada Col·legi Bosch, destinada al foment de l'educació i la col·laboració en xarxa en l'àmbit social i cultural a Begues.
El 2024 es presenta a les eleccions al Parlament de Catalunya com a número 12 a la llista per Barcelona de Junts+ Carles Puigdemont per Catalunya.